# Traductor de Google
El Traductor de Google (del inglés Google Translate) es un sistema multilingüe de traducción automática, desarrollado y proporcionado por Google, para traducir texto, voz, imágenes o video en tiempo real de un idioma a otro. Ofrece interfaz web, así como interfaces móviles para iOS y Android, y una API, que los desarrolladores pueden utilizar para construir extensiones de navegador, aplicaciones, y otros softwares. El Traductor de Google posee la capacidad de traducir en 243 idiomas en distintos niveles, el sistema provee un servicio gratuito y diariamente es utilizado por más de 200 millones de personas.
Google incorporó en noviembre de 2016 su sistema de traducción automática neuronal; un sistema que según la empresa perfeccionará la evolución dinámica del Traductor, ya que analizará la composición de las frases teniendo en cuenta una serie de factores. El sistema va aprendiendo con el tiempo y las consultas de los usuarios, lo que mejora la calidad de sus traducciones. Por ahora, Google ha incorporado a este sistema los idiomas inglés, francés, alemán, portugués, español, chino, japonés, y turco.
Desde diciembre de 2016, la traducción de textos gratuita ha sido limitada por Google a 5000 caracteres, mientras que la traducción de páginas web no posee límite de extensión.

## Características

### Interfaz de web
Para algunos idiomas, el Traductor de Google puede pronunciar el texto traducido, resaltar palabras y frases que se corresponden en la fuente y el texto de destino, y actuar como un diccionario simple para una sola palabra a la vez. Si se selecciona «Detectar idioma» o «Texto en un idioma desconocido», el sistema puede identificar automáticamente el idioma.
En la interfaz web, los usuarios pueden sugerir traducciones alternativas, como por ejemplo para términos técnicos, o corregir errores, y estas sugerencias serán incluidas en futuras actualizaciones del proceso de traducción. Si un usuario introduce una URL en el texto original, el Traductor de Google producirá un hipervínculo a una traducción automática del sitio web. Para algunos idiomas, se puede introducir texto mediante: un teclado en pantalla, una tableta para escritura manuscrita utilizando algoritmos de reconocimiento de escritura, o un micrófono utilizando un sistema de reconocimiento de voz.

#### Integración con el navegador
El Traductor de Google está disponible en algunos navegadores como una extensión que traduce los textos que recoge en los sitios webs a los que se accede.
El sistema posee una serie de extensiones de Firefox para el Traductor de Google, que permiten seleccionar comandos del servicio de traducción. También hay disponibles varios Google Gadgets que utilizan el traductor de Google para integrarlo con iGoogle y otras páginas Web.
También existe una extensión para el navegador Chrome de Google; en febrero de 2010, el Traductor de Google fue integrado en el navegador estándar de Google Chrome para traducir en forma automática la página web que se consulta.

### Interfaz para dispositivo móvil
La aplicación es compatible con más de 100 idiomas y permite traducir: 50 idiomas partiendo de una foto del texto origen, 43 idiomas partiendo de voz en el modo de conversación y 27 idiomas partiendo de un video en tiempo real en el modo de realidad aumentada.
El Modo Conversación es una interfaz del Traductor de Google que permite a los usuarios comunicarse de forma fluida con una persona en otro idioma. La interfaz está disponible para algunos idiomas solamente.
La funcionalidad 'de entrada desde cámara' permite a los usuarios tomar una fotografía de un documento o letrero y el Traductor de Google reconoce el texto de la imagen utilizando tecnología de reconocimiento óptico de caracteres (ROC) y da la traducción al idioma seleccionado de destino. El modo de entrada desde cámara no está disponible para todos los idiomas.
La aplicación posee la capacidad de traducir el texto en tiempo real usando la cámara del dispositivo móvil, mediante la opción "Instantánea". La velocidad y la calidad de la traducción de vídeo característica en tiempo real (realidad aumentada) fueron mejoradas aún más mediante el uso de redes neuronales convolucionales.

#### Versión para Android
El Traductor de Google está disponible como una aplicación de descarga gratuita para los usuarios del sistema operativo Android. Funciona simplemente como la versión del navegador, el Traductor de Google para Android contiene dos opciones principales: "Traducción de SMS" e "Historia".
La aplicación es compatible con más de 130 idiomas y la entrada de voz tiene capacidad para procesar 15 idiomas. Está disponible para dispositivos con Android 2.1 y superiores y se puede descargar mediante la búsqueda de "Traductor de Google" en Google Play. La aplicación posee la funcionalidad, mediante las cuales se puede traducir cualquier idioma con solo enfocar el texto en la cámara del dispositivo móvil y también ofrece un modo de conversación que utiliza el comando de voz y el almacenamiento en la nube de Google para traducir el diálogo entre dos personas que hablan idiomas diferentes.

#### Versión de iOS
Existe una aplicación web del Traductor de Google HTML5 para iOS para usuarios de iPhone, iPod Touch e iOS. La aplicación actual del Traductor de Google es compatible con iPhone, iPad e iPod Touch actualizados para iOS 15.0 o superior. La misma acepta entrada de voz en 15 idiomas y permite la traducción de una palabra o frase en uno de los más de 500 idiomas de los que dispone. El sistema posee la opción de proveer la versión traducida del texto pronunciándola en voz alta en 100 idiomas diferentes.

### API
En mayo del 2011, Google anunció que la API del Traductor de Google para los desarrolladores de software había quedado obsoleta y dejaría de funcionar el 1 de diciembre de 2011, "debido al elevado costo operativo producto del abuso en el uso del mismo." Debido a que la API es utilizada en numerosos sitios web de terceros, esta decisión llevó a algunos desarrolladores a criticar a Google y cuestionar la viabilidad del uso de las API de Google en sus productos. En respuesta a la presión pública, Google anunció en junio del 2011, que la API seguiría estando disponible mediante un servicio pago.

## Metodología de traducción
El Traductor de Google no utiliza reglas gramaticales, ya que sus algoritmos se basan en análisis estadístico en lugar de análisis basado en normas gramaticales tradicionales. El creador original del sistema, Franz Josef Och, ha criticado la eficacia de los algoritmos basados en reglas resaltando la mejor performance de los sistemas basados en enfoques estadísticos. El Traductor de Google se basa en un método llamado de traducción automática estadística, concretamente en los resultados de la investigación realizada por Och con los que ganó el concurso de DARPA para traducción automática de velocidad en el 2003. Och fue jefe del grupo de traducción automática de Google hasta dejar la empresa para unirse a la empresa Human Longevity en julio de 2014.
En su funcionamiento interno el Traductor de Google no traduce directamente de un idioma a otro (I1 → I2). Más bien, a menudo traduce primero del idioma fuente al inglés y luego del inglés a la lengua de destino (I1 → EN → I2). Sin embargo, debido a que el inglés, al igual que todas las lenguas humanas, es ambiguo y depende del contexto, este método puede causar errores de traducción. Por ejemplo, la traducción de vous del francés al ruso da vous → you → ты o Bы/вы. Si Google utilizase un lenguaje inequívoco, artificial como intermediario, sería vous → you → Bы/вы o tu → thou → ты
Cuando el Traductor de Google traduce, busca patrones en cientos de millones de documentos para decidir cual es la mejor traducción. Mediante la detección de patrones en documentos que fueron traducidos por humanos, el sistema realiza decisiones inteligentes sobre cual es la traducción más adecuada.
Los siguientes idiomas no tienen una traducción directa Google hacia o desde el inglés. Estas lenguas se traducen a través del lenguaje intermedio indicado (que en todo caso está estrechamente relacionado con el idioma deseado, pero es más ampliamente hablado), para luego pasar a través del inglés (en un proceso que comprende tres traducciones sucesivas):
- Bielorruso (be ↔ ru ↔ en ↔ otra);
- Catalán (ca ↔ es ↔ en ↔ otra);
- Criollo haitiano (ht ↔ fr ↔ en ↔ otra);
- Gallego (gl ↔ pt ↔ en ↔ otra);
- Eslovaco (sk ↔ cs ↔ en ↔ otra);
- Ucraniano (uk ↔ ru ↔ en ↔ otra);[31]
- Urdu (ur ↔ hi ↔ en ↔ otra).

Según Och, una base sólida para el desarrollo de un sistema de traducción automática estadística utilizable para un nuevo par de idiomas requiere disponer de un corpus de texto bilingüe (o una colección paralela) de más de 150 a 200 millones de palabras, y dos corpus monolingües cada uno de más de mil millones de palabras. Entonces es posible utilizar modelos estadísticos a partir de estos datos para traducir entre estos idiomas.
Para adquirir esta enorme cantidad de datos lingüísticos, Google utiliza por ejemplo documentos e informes de las Naciones Unidas. La ONU normalmente publica sus documentos y registros en los seis idiomas oficiales de la ONU, lo que ha producido un gran corpus de texto en 6 idiomas.
Los representantes de Google han participado en las conferencias nacionales en Japón, donde Google ha solicitado datos bilingües de los investigadores.
Cuando el Traductor de Google genera una traducción, busca patrones en cientos de millones de documentos para ayudar a decidir sobre la mejor traducción. Mediante la detección de patrones en los documentos que ya han sido traducidas por traductores humanos, el Traductor de Google hace conjeturas inteligentes (utilizando un sistema de inteligencia artificial) en cuanto a lo que debe ser una traducción adecuada.
Con anterioridad a octubre de 2007, para idiomas distintos del árabe, chino y ruso, el Traductor de Google utilizaba SYSTRAN, un motor de software de traducción que era utilizado por varios otros servicios de traducción en línea tales como Babel Fish (ahora discontinuado). Pero desde octubre de 2007, el Traductor de Google utiliza tecnología propia patentada basada en la traducción automática estadística.

## Limitaciones
El traductor de Google tiene sus limitaciones. El servicio gratis limita el número de párrafos y la gama de los términos técnicos que se puede traducir, y si bien puede ayudar al lector a comprender el contenido general de un texto en otro idioma, no siempre entrega traducciones precisas, y a veces se repite literalmente la misma palabra que se desea traducir. El traductor de Google intenta diferenciar entre los tiempos imperfectos y perfectos en lenguas románicas por lo que los actos habituales y continuos en pasado a menudo se convierten en acontecimientos históricos individuales. Aunque aparentemente pedante, esto puede dar lugar a resultados incorrectos que hubieran sido evitados por un traductor humano. El conocimiento del modo subjuntivo es prácticamente inexistente. Por otra parte, la segunda persona informal (tú) se elige a menudo, sea cual sea el contexto o uso aceptado. Si su material de referencia en inglés contiene sólo formas "tú", se le torna difícil traducir a un idioma que posea más formas.

Acento inglés que el audio "texto a voz" del Traductor de Google Ofrece en diversas regiones
Británico estándar
Americano estándar
Australiano estándar
Indio
No hay servicio de Traductor de Google

Algunos idiomas producen mejores resultados que otros. El Traductor de Google realiza un trabajo correcto sobre todo cuando inglés es el idioma de destino y el idioma de origen es uno de los idiomas de la Unión Europea debido a la gran cantidad de documentos traducidos por el Parlamento de la UE, a los que tiene acceso el sistema. Un análisis realizado en el 2010 concluyó que la traducción del francés a inglés es relativamente precisa, y análisis realizados en 2011 y 2012 mostraron que la traducción del italiano al inglés es también precisa. Sin embargo, si el texto de origen es breve, las traducciones automáticas basadas en reglas a menudo se desempeñan mejor; este efecto es particularmente evidente en traducciones del chino al inglés. Mientras que las traducciones en general pueden editarse, en chino no es posible editar frases. En cambio, es preciso editar conjuntos arbitrarios de caracteres, lo que da lugar a ediciones incorrectas.
Textos escritos en griego, devanagari, cirílico y escrituras árabes pueden ser transliterados automáticamente de equivalentes fonéticos escritos en el alfabeto latino. La versión del navegador de Traductor de Google ofrece la opción de leer fonéticamente para los japoneses a la conversión inglés. La misma opción no está disponible en la versión API paga. También nos da una transcripción NOAD – New Oxford American Dictionary cuando traducimos una palabra del inglés a cualquier otro idioma la cual es una transcripción transcripción diacrítica.
Para muchos de los idiomas más populares el sistema dispone de una función de audio de conversión de "texto a voz" que permite leer un texto de una docena de palabras en ese idioma. En el caso de las lenguas pluricéntrica, el acento del mensaje depende de la región: de inglés, en las Américas, la mayor parte de la región de Asia-Pacífico y Asia Occidental el audio utiliza un acento americano general con un tono femenino, mientras que en Europa, Hong Kong, Malasia, Singapur, Guyana y todas las otras partes del mundo se utiliza un acento inglés británico con un tono femenino, un acento especial es utilizado en Australia, Nueva Zelanda y la Isla Norfolk; para los españoles, en las Américas se utiliza un acento español de América Latina, mientras que en las otras partes del mundo se utiliza un acento español castellano; en Portugués en general se utiliza un acento de São Paulo, a excepción de Portugal, donde se utiliza su acento nativo. Para algunos idiomas poco difundidos se usa el sintetizador de voz de código abierto eSpeak; sin embargo la producción mediante un robot de voz puede ser difícil de entender.

## Idiomas soportados
Al mes de agosto de 2025, el Traductor de Google soporta los siguientes 243 idiomas.
1. Abjasio
2. Achenés
3. Acholi
4. Afar
5. Afrikáans
6. Albanés
7. Alur
8. Amhárico
9. Árabe
10. Armenio
11. Alemán
12. Asamés
13. Avar
14. Awadhi
15. Aimara
16. Azerí
17. Balinés
18. Baluchi
19. Bambara
20. Baoulé
21. Bashkir
22. Batak Karo
23. Batak Simalungun
24. Batak Toba
25. Bemba
26. Bengali
27. Betawi
28. Bhoshpuri
29. Bicolano central
30. Bieloruso
31. Birmano
32. Bosnio
33. Bretón
34. Búlgaro
35. Buryat
36. Canarés
37. Cantonés
38. Catalán
39. Cebuano
40. Chamorro
41. Checheno
42. Chichewa
43. Chino (Simplificado)
44. Chino (Tradicional)
45. Chin de Hakka
46. Chuukés
47. Chuvasio
48. Coreano
49. Corso
50. Cingalés
51. Criollo haitiano
52. Criollo mauriciano
53. Criollo seychellense
54. Croata
55. Checo
56. Danés
57. Dari
58. Maldivo
59. Dinka
60. Diula
61. Dogrí
62. Dzongkha
63. Español
64. Esperanto
65. Estonio
66. Eslovaco
67. Eslovenio
68. Ewé
69. Feroés
70. Fiyiano
71. Filipino
72. Finés
73. Fon
74. Francés
75. Frisón
76. Friulano
77. Fula
78. Ga
79. Gaélico escocés
80. Galés
81. Gallego
82. Georgiano
83. Griego
84. Guaraní
85. Guyaratí
86. Hausa
87. Hawaiano
88. Hebreo
89. Hiligueino
90. Hindi
91. Hmong
92. Húngaro
93. Riograndenser Hunsrückisch
94. Iban
95. Igbo
96. Ilocano
97. Indonesio
98. Inglés
99. Inuktitut
100. Irlandés
101. Islandés
102. Italiano
103. Japonés
104. Javanés
105. Jemer
106. Jingpo
107. Kalaallisut
108. Kanuri
109. Kazajo
110. Khasi
111. Kiga
112. Kikongo
113. Kinyarwanda
114. Kirundi
115. Kituba
116. Kokborok
117. Komi
118. Konkani
119. Criollo sierraleonés
120. Kurdo (Kurmanji)
121. Kurdo (Sorani)
122. Kirguís
123. Lao
124. Latgaliano
125. Latín
126. Letón
127. Ligur
128. Limburgués
129. Lingala
130. Lituano
131. Lombardo
132. Luganda
133. Luo
134. Luxemburgués
135. Macedonio
136. Madurés
137. Maithili
138. Makassar
139. Malgache
140. Malayo
141. Malayo (Jawi)
142. Malabar
143. Maltés
144. Mam
145. Manés
146. Maori
147. Marati
148. Marshalés
149. Marwari
150. Mari de las praderas
151. Meiteilon (Manipurí)
152. Minangkabau
153. Mizo
154. Mongol
155. Nahua (del norte)
156. Ndau
157. Neerlandés
158. Ndebele (del sur)
159. Nepalbhasa (Nevarí)
160. Nepalí
161. NKo
162. Noruego (Bokmål)
163. Nuer
164. Occitano
165. Odia (Oriya)
166. Oromo
167. Osetio
168. Pampango
169. Pangasinense
170. Papiamento
171. Pastún
172. Patois jamaiquino
173. Persa
174. Polaco
175. Portugués (Brasil)
176. Portugués (Portugal)
177. Punjabi (Gurmukhi)
178. Punjabi (Shahmukhi)
179. Quechua
180. Quekchí
181. Romaní
182. Rumano
183. Ruso
184. Sami (del norte)
185. Samoano
186. Sango
187. Sánscrito
188. Santali
189. Sotho (del norte)
190. Serbio
191. Sesoto
192. Shan
193. Shona
194. Siciliano
195. Silesio
196. Sindi
197. Somalí
198. Sondanés
199. Susu
200. Suajili
201. Suazi
202. Sueco
203. Tahitiano
204. Tayiko
205. Tamazight
206. Tamazight (Tifinagh)
207. Tártaro de Crimea
208. Tamil
209. Télugu
210. Tetum
211. Tailandés
212. Tibetano
213. Tigriña
214. Tiv
215. Tok Pisin
216. Tongano
217. Tshiluba
218. Tsonga
219. Setsuana
220. Tulu
221. Tumbuka
222. Turco
223. Turcomano
224. Tuvano
225. Twi
226. Udmurto
227. Ucraniano
228. Urdu
229. Uigur
230. Uzbeko
231. Vasco
232. Venda
233. Véneto
234. Vietnamita
235. Samareño
236. Wólof
237. Xhosa
238. Yakuto
239. Yiddish
240. Yoruba
241. Yucateco
242. Zapoteca
243. Zulú

También se puede usar Bhojpuri para Magahi, Awadhi, Sylheti y Chatisgarí. Asimismo Kiñarwanda para Kirundi, y Uigur para Azerí del Sur.

### Idiomas en desarrollo y versión beta
Los siguientes idiomas aún no están soportados por el Traductor de Google, sin embargo se puede contribuir a estos idiomas mediante el sitio web para que Google los soporte en un futuro. Al mes de agosto de 2025, 57 idiomas están en desarrollo, de los cuales 1 está en versión beta.
Los idiomas en versión beta están más cerca de su lanzamiento público y tienen una opción extra exclusiva para contribuir que permite evaluar hasta 4 traducciones de la versión beta traduciendo un texto en inglés de hasta 50 caracteres.
1. Adigués
2. Aragonés
3. Asturiano
4. Bagheli
5. Bangala
6. Bislama
7. Blin
8. Boro (India) (Bodo) BETA
9. Casubio
10. Cheroqui
11. Chatisgarí
12. Chittagonio
13. Córnico
14. Decani
15. Edo
16. Efik
17. Esan
18. Gagaúzo
19. Garhwali
20. Haryanvi
21. Ido
22. Ingusetio
23. Interlingua
24. Isoko
25. Kamba
26. Karachái-bálkaro
27. Karakalpako
28. Cachemir
29. Malayo Kedah (Malayo (Kedah))
30. Malayo Kelantan-Pattani (Malayo Pattani)
31. Jakasio
32. Khandeshi (Ahirani)
33. Idioma turco de Jorasán
34. Kikuyu
35. Cumuco
36. Quiché
37. Lakota
38. Lojban
39. Luba-Kasai (Tshiluba)
40. Luba-Katanga (Luba)
41. Magahi
42. Mazanderani
43. Montenegrino
44. Mooré
45. Nagpuri (Sadri)
46. Napolitano
47. Navajo
48. Naijá
49. Ojibwa
50. Kashgai
51. Rangpuri
52. Romanche
53. Rusino
54. Salar
55. Samogitiano
56. Sardo
57. Serrano
58. Shor
59. Tártaro de Siberia
60. Southern Altai
61. Surjapuri
62. Swahili Congo
63. Sylheti
64. Tswa
65. Urhobo
66. Urum
67. Varhadi (Varhadi-Nagpuri)
68. Valón
69. Zaza
70. Zhuang

## Licencias y componentes de código abierto
| Idioma    | WordNet                          | Licencia     |
| --------- | -------------------------------- | ------------ |
| Árabe     | Arabic Wordnet                   |              |
| Catalán   | Multilingual Central Repository  | CC-BY-3.0    |
| Chino     | Chinese Wordnet                  | Wordnet      |
| Danés     | Dannet                           | No Wordnet   |
| Español   | Multilingual Central Repository  | CC-BY-3.0    |
| Finés     | FinnWordnet                      | Wordnet      |
| Francés   | WOLF (WOrdnet Libre du Français) | CeCILL-C     |
| Gallego   | Multilingual Central Repository  | CC-BY-3.0    |
| Hebreo    | Hebrew Wordnet                   | Wordnet      |
| Hindi     | IIT Bombay Wordnet               | Indo Wordnet |
| Indonesio | Wordnet Bahasa                   | MIT          |
| Inglés    | Princeton Wordnet                | Wordnet      |
| Italiano  | MultiWordnet                     | CC-BY-3.0    |
| Japonés   | Japanese Wordnet                 | Wordnet      |
| Javanés   | Javanese Wordnet                 | Wordnet      |
| Malayo    | Wordnet Bahasa                   | MIT          |
| Noruego   | Norwegian Wordnet                | Wordnet      |
| Persa     | Persian Wordnet                  | Free to Use  |
| Polaco    | plWordnet                        | Wordnet      |
| Portugués | OpenWN-PT                        | CC-BY-SA-3.0 |
| Tailandés | Thai Wordnet                     | Wordnet      |

## Críticas
Poco después de lanzar el servicio de traducción, Google ganó un concurso internacional para traducción automática inglés-árabe e inglés-chino.

### Errores de traducción y rarezas
Debido a que el Traductor de Google utiliza coincidencia estadística para traducir, a veces el texto traducido puede incluir errores evidentes y frases aparentemente sin sentido, utilizando términos comunes para términos comunes similares pero no equivalentes en el idioma de destino, como ocurre con la traducción en latín, invirtiendo o alterando su significado de la oración solicitada.
El 23 de abril de 2020 se anunció que adoptaba un nuevo modelo para reducir el sesgo de género que se produce entre dos idiomas, cuando uno de ellos hace distinción entre masculino y femenino en los términos que el otro tiene de género neutro.